# Maria Kristina Kiellström
Maria Kristina Kiellström eller Maja Stina Kiellström, född 15 juni 1744, död 20 januari 1798 i Stockholm, var förlaga till figuren Ulla Winblad i Carl Michael Bellmans diktning.

## Biografi

### Uppväxt
Kiellström växte upp på Ladugårdslandet (dagens Östermalm). Fadern tjänstgjorde som artillerist i samma regemente som Bellmansfiguren Movitz och modern dog då dottern var endast fem år gammal. Hennes föräldrar bör ha varit mycket fattiga, ty vid moderns död visade sig Kiellströms hela egendom uppgå till "en gammal träkista, en utsliten filt och ett gammalt täcke från Västergötland". Tvungen av sjukdom att lämna det militära tog fadern udda jobb som bland annat gatsopare. Liksom många andra fattiga flickor tvingades hans dotter vid 14 års ålder att lämna sitt proletära hem och tjäna som jungfru.  Fadern gifte senare om sig med Katarina Elisabet Winblad, vars efternamn Kiellström vid några tillfällen kom att mantalsskrivas med.

### Prostituerad?
Kiellström har ibland uppgetts varit verksam som prostituerad. Det finns dock ingen bekräftelse på detta. År 1763 antecknades i stället Kiellström som silkesrederska, ett kvalificerat arbete. Det är också belagt att hon flera gånger tog nattvarden, något hon troligen inte skulle ha tillåtits göra som prostituerad. År 1765 träffade hon en adlig svensk överste i rysk tjänst. Denne gjorde henne med barn under äktenskapslöfte, men flydde till Ryssland. Barnet dog åtta dagar gammalt. Endast en gång antecknades i en mantalslängd (på sin hyresvärds uppgift) att hon förde "misstänkt levnad", men fick i övrigt goda vitsord för skötsamhet och plikttrogenhet. August Gynther har visat att hon aldrig arbetade som prostituerad eller värdshusflicka och aldrig fördes till spinnhuset. En gång åtalades hon för att ha brutit mot ett förbud för fabriksarbeterskor att bära sidentyg, men då hon kunde visa att hon var silkesrederska befanns hon vara "till sidenkläders bruk berättigad".

### Bellmantiden
På 1760-talet blev hon bekant med Bellman och de sågs bland annat äta middag och dansa tillsammans. År 1772 gifte hon sig med Erik Nordström, som varit lekkamrat med Bellman. Denne såg till att Nordström fick tjänst som tullare i Norrköping. Tiden i Norrköping blev olycklig för henne då maken söp och slog henne.

### Återkomsten till Stockholm

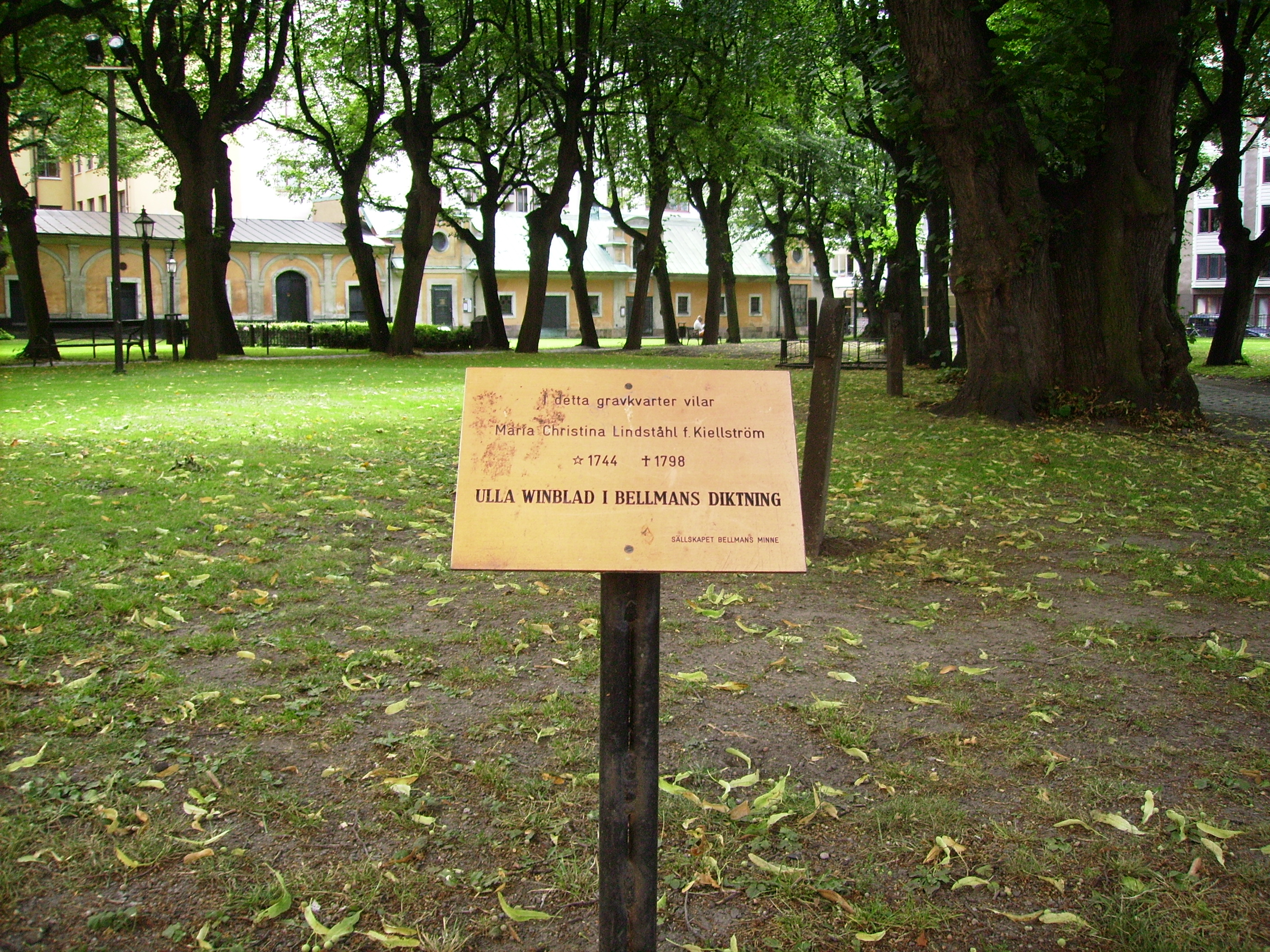
Skylt vid Maria Kristina Kiellströms gravområde på Maria Magdalena kyrkogård i Stockholm.

Efter att Erik Nordström avlidit i fläcktyfus flyttade Kiellström hem till Stockholm igen. Nu hade dock Ulla Winblad blivit känd och hon förföljdes av folk som sjöng Bellmanvisor om henne. Hon gifte om sig med Erik Lindståhl 1786 och han gav henne ett hus på Timmermansgatan 25, där hon avled 1798. Kiellström ligger begravd på Maria Magdalena kyrkogård där en grav utpekats som hennes.

### Fotnoter
1. ↑  Matz, ss 33-34
2. ↑  Maria Christina Kiellström-Winblad. En biografisk studie av August Gynther, Bellmansstudier 5, 1931. Refererad i Matz, ss 34–36.
3. ↑  Matz, ss 34-36
4. ↑  Matz, ss 34-35, 40-41
5. ↑  Matz, ss 41-42